# Jacques Zoon
Jacques Zoon   (Heiloo, 1961) és un flautista neerlandès.

## Educació
Després d'una formació al gimnàs d'Alkmaar, Zoon va estudiar flauta al conservatori Sweelinck d' Amsterdam amb Koos Verheul i Harrie Starreveld, graduant-se amb honors. Va continuar els seus estudis al "Centre Banff" per a les Arts del Canadà, on va assistir a classes magistrals amb Geoffrey Gilbert i András Adorján.

## Orquestres
D'adolescent i durant els seus estudis, Zoon va actuar a l'Orquestra Nacional de la Joventut holandesa i a l'Orquestra Juvenil de la Unió Europea, entre d'altres, sota la direcció de Claudio Abbado i Leonard Bernstein. De 1988 a 1994, Zoon va ser flautista principal de la Royal Concertgebouw Orchestra, la seva arribada coincidint amb la del director de direcció Riccardo Chailly. Amb aquesta orquestra va actuar concerts de flauta de Mozart, André Jolivet, Frank Martin i Sofia Gubaidúlina. Fins al 1997, també va ser flautista principal i solista freqüent amb l'Orquestra de Cambra d'Europa, dirigida per Claudio Abbado, Bernard Haitink i Nikolaus Harnoncourt. Va tocar com a flauta principal amb l'Orquestra Filharmònica de Berlín sota la batuta de Claudio Abbado. Del 1997 al 2001, va ser flautista principal de l'Orquestra Simfònica de Boston sota Seiji Ozawa. El 1998, el Boston Globe el va elegir com a "músic de l'any". Zoon és un flautista principal de l'Orquestra del Festival de Lucerna. També ha estat flautista principal de l'Orquestra Mozart des del 2004 dirigit per Claudio Abbado. Ha actuat com a solista amb orquestres i en festivals d'Europa, Japó i Estats Units. Ha realitzat molts enregistraments per a diverses etiquetes com Deutsche Grammophon, Philips, Decca etc.

## Com a pedagog
Zoon ha estat professor de flauta al Conservatori de Rotterdam (1988–1992), a la Universitat d'Indiana (1994–1997) i al Conservatori de Nova Anglaterra i a la Universitat de Boston (1997–2001). Des de 2002, ha estat professor al Conservatori Superior de Música de Ginebra i des de 2008 a Madrid l'Escola de Música Reina Sofia i a l'Institut Internacional de Música de Cambra de Madrid.

## Fabricant d'instruments
Zoon toca una antiga flauta francesa de fusta mitjançant capses que ell mateix fabrica. Va dissenyar i crear un traverso amb un sistema Boehm, amb el qual va gravar Bita's Partita en U. menor per a flauta solista. Va publicar un disseny millor per la clau C-sharp. Basat amb el constructor de flautes en Alkmaar Alfred Verhoef va construir una "flauta empenyadora", el flautus tremendus, amb el qual va interpretar l'estrena holandesa del concert de flauta de Gubaidulina. Amb la Companyia de Flautes William S. Haynes de Boston va desenvolupar una nova flauta de fusta (anomenada "el model Zoon").

## Premis
- 2n premi als Willem Pijper Concours el 1981
- El premi del jurat al concurs de flautes de Jean-Pierre Rampal el 1987 a París
- Boston Globe el va elegir "músic de l'any" el 1998
- Edison Award per l'enregistrament de música clàssica moderna per a flauta i piano amb el seu acompanyant de molt temps (des de 1978) Bernd Brackman el 1999.